# 唯舞獨尊 (歌曲)
〈唯舞獨尊〉（英語：Dancing Forever）是臺灣歌手蔡依林的歌曲，收錄於其合輯《唯舞獨尊 演唱會鮮聽版&混音》。該歌曲由陳鎮川作詞、Roger Olsson、Klas Johan Wahl及Nick Whitecross作曲、阿弟仔製作。歌曲為網路遊戲《唯舞獨尊Online》主題曲，並作為專輯單曲於2006年9月13日由百代音樂和天熹娛樂發行。

## 背景
2006年5月31日，蔡依林的經紀人蔣承縉表示蔡依林預計將在同年下半年展開新巡演。同年7月17日，蔡依林宣布將於同年9月15日在香港體育館展開第二輪巡演「唯舞獨尊世界巡迴演唱會」。同年8月20日，媒體報導蔡依林為新巡演錄製主題曲〈唯舞獨尊〉，並於前一日拍攝MV。

## 創作
該歌曲前奏採用強烈節奏，營造出懸疑且沈穩的氛圍，歌詞簡單易記，貼近年輕族群偏好熱鬧氛圍的取向。

## 音樂影片
2006年9月16日，蔡依林發布該歌曲的MV，由張時霖執導。蔡依林在其中飾演博物館中的人形雕像，先跳出玻璃展櫃化身為貴婦，之後穿上紅色嘻哈運動裝和舞者共舞。

## 商業表現
該歌曲獲得2006年臺灣Hit FM年度百首單曲第46名。

## 現場表演
2006年11月17日，蔡依林參加東方衛視綜藝節目《舞林大會》，並演唱〈唯舞獨尊〉。2007年2月4日，蔡依林參加「Windows Vista Wow翻天演唱會」，亦演唱該歌曲。同年11月1日，參加「中華情·絢麗張家港 江蘇國泰成立10週年電視文藝晚會」，演唱〈唯舞獨尊〉。2008年1月11日，蔡依林參加「M大會」，亦演唱該歌曲。同年4月28日，參加「第四屆中國國際動漫節開幕式晚會」，亦演唱歌曲。

## 幕後人員
- 小安—吉他
- 蔡依林—和聲
- 阿弟仔—和聲、和聲編寫
- 陳文駿—錄音師
- 強力錄音室—錄音室、混音室
- 王俊傑—混音師

## 發行歷史
| 地區     | 日期          | 格式     | 經銷商   |
| -------- | ------------- | -------- | -------- |
| 臺灣     | 2006年9月13日 | 電台播放 | 百代音樂 |
| 中國大陸 | 2006年9月13日 | 電台播放 | 步升大風 |